# Coquimbit
Coquimbit – rzadki minerał z gromady siarczanów, o składzie chemicznym Fe23+[SO4]3•(6+3)H2O.

## Charakterystyka

### Cechy zewnętrzne
Coquimbit jest miękkim minerałem, z trudnością można go zarysować paznokciem, natomiast łatwo rysuje się go za pomocą miedzianej monety. Najczęściej spotyka się fioletowe i bezbarwne okazy, lecz odnaleziono również żółte, niebieskie i zielone zabarwienie minerału. Jego szczególną cechą jest to, że jest rozpuszczalny w wodzie, nadając jej metaliczny, gorzki smak. To dlatego kolekcjonerzy izolują ten minerał od wszelkiej wilgoci. Jest minerałem kruchym i przezroczystym. 

### Odkrycie
Minerał ten został odkryty w 1841 roku przez Johanna Friedricha Augusta Breithaupta przypadkiem, podczas poszukiwań zielonego jaspisu w Copiapo, w chilijskiej prowincji Coquimbo, skąd minerał zaczerpnął nazwę.

### Krystalografia
Układ krystalograficzny coquimbitu jest trygonalny, tzn. trzy z czterech osi leżą na jednej płaszczyźnie pod kątem 120°. Minerał ten składa się z drobnych kryształów. Wykształca kryształy o pokroju krótkosłupkowym. Występuje w skupieniach ziarnistych, groniastych oraz zbitych.

### Występowanie
Minerał ten jest bardzo rzadki i występuje w nielicznych lokalizacjach. Spotykany w strefie utleniania siarczków w klimacie suchym, rzadziej jako produkt ekshalacji wulkanicznych. Towarzyszą mu chalkantyt, halotrichit, gips, piryt i epsomit.

#### Na świecie
Prowincja Coquimbo (Chile) - tu znaleziono jego pierwszy okaz, stąd nazwa tego minerału.
Kopalnie Grube Clara, Rammelsberg, Zeche Julia, Ronneburg (Niemcy).
Wulkan Hualca Hualca (6025 m n.p.m.)
Rudawy, Bańska Szczawnica (Słowacja)